# Buhajrat al-Manzila
Buhajrat al-Manzila (arab. بحيرة المنزلة, Buḩayrat al-Manzilah) – słonowodne jezioro w północno-wschodnim Egipcie, na zachód od Port Saidu. Jest oddzielone od Morza Śródziemnego wąską mierzeją, na której znajduje się droga z Damietty do Port Saidu.
Na początku XXI wieku zajmowało powierzchnię około 1200 km² (300 tys. feddanów). Kiedyś było sporo większe – w trakcie kampanii Napoleona w Egipcie zajmowało prawie 2000 km² (470 tys. feddanów). Władze egipskie doprowadziły do osuszenia sporej części jeziora w celu przekształcenia tych terenów w pola uprawne. Projekt ten okazał się jednak nieopłacalny. Tylko w latach 1975–2005 jezioro utraciło 195 km² powierzchni.
Powstanie jeziora nie jest związane z Morzem Śródziemnym. Przypuszcza się, że powstało wskutek gromadzenia się wód Nilu w nisko położonym północno-wschodnim rejonie delty. Trzęsienia ziemi spowodowały zapadnięcie się tego obszaru pod koniec XVI wieku i wdarcie się do jeziora wód morskich.

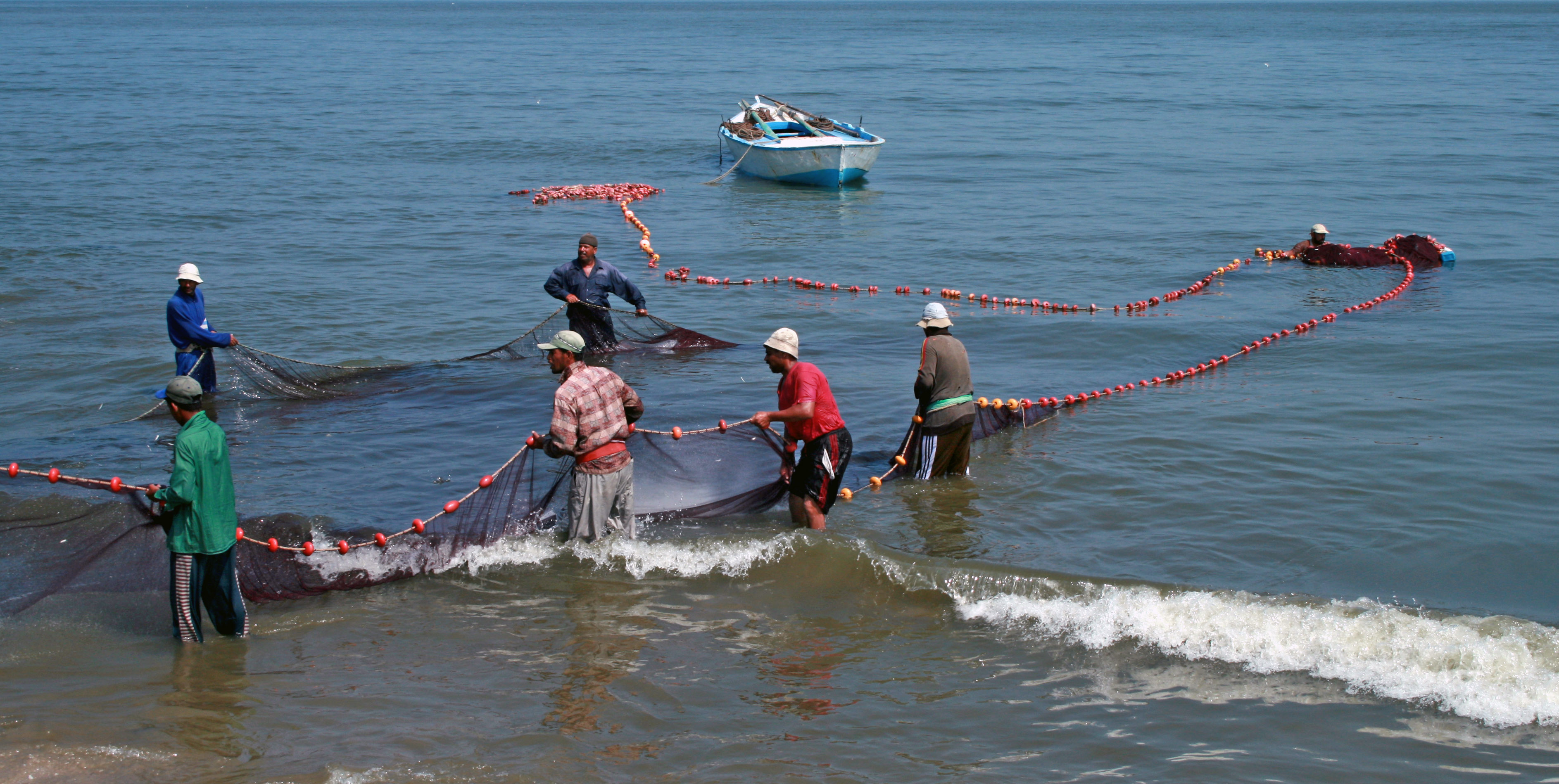
Buhajrat al-Manzila

Podobnie jak inne jeziora w deltach rzek, Buhajrat al-Manzila jest bardzo płytkie, głębokości wynoszą przeciętnie od 0,7 do 1,5 m. Głębszy jest żeglowny kanał Manzila, który łączy jezioro z morzem. Oprócz niego Buhajrat al-Manzila łączy się z morzem poprzez cieśninę Asztum El Gamil i kilka innych wąskich połączeń. Zasolenie wody wynosi 8–10‰ (woda w Morzu Śródziemnym ma 33–39‰).
Linia brzegowa jest bardzo nieregularna. Na jeziorze znajduje się około tysiąca wysp. Część z nich ma charakter gliniasty, inne są zwykłymi łachami piasku, jeszcze inne składają się ze skorup mięczaków.
Dawniej jezioro było intensywnie wykorzystywane do połowu ryb, jednak wzrost zanieczyszczenia i osuszanie jeziora sprawiły, że liczba poławianych ryb znacząco spadła.
Buhajrat al-Manzila to jeden z najsłynniejszych w Egipcie punktów obserwacyjnych ornitologów, gdzie czaple, warzęchy białe, pelikany, flamingi i bociany brodzą po płytkiej wysychającej bagnistej lagunie. Znajduje się tu obszar chroniony Ashtum El Gamil ustanowiony w 1988 roku.